# John Profumo
John Dennis Profumo (30. ledna 1915, Londýn – 9. března 2006, Londýn) byl britský politik.
Pocházel z italského šlechtického rodu, byl nositelem titulu 5. barona z Profumo. Jeho otec Albert Profumo byl úspěšný právník a diplomat. John Profumo vystudoval práva na Oxfordské univerzitě a v roce 1940 byl zvolen poslancem za konzervativce. Za války se zúčastnil bojů v severní Africe a vylodění v Normandii. V roce 1960 byl jmenován ministrem obrany a členem Soukromé rady.
10. března 1963 vznesl opoziční poslanec George Wigg interpelaci týkající se Profumova vztahu se striptérkou Christine Keelerovou. Mezi jejími dalšími milenci byl totiž sovětský vojenský atašé Jevgenij Ivanov, což mohlo vést k ohrožení státního tajemství. 22. března Profumo vypovídal před parlamentem a všechna obvinění popřel. Pravda však vyšla najevo a 5. června Profumo rezignoval na svůj úřad. Skandál vedl k pozdější demisi premiéra Harolda Macmillana a vyhlášení předčasných voleb, které konzervativci prohráli.
Po svém odchodu z politiky se John Profumo přihlásil jako uklízeč záchodů v londýnském charitním domě Toynbee Hall. Dobročinnosti zasvětil zbytek života, využíval svých kontaktů v politických kruzích k financování projektů na pomoc chudým (sám žil z rodinného dědictví). Jeho manželka, herečka Valerie Hobsonová, kterou si vzal v roce 1954, mu nevěru odpustila a podporovala ho v charitativní činnosti. V roce 1975 byly Profumovy aktivity oceněny titulem komandéra Řádu britského impéria. John Profumo zemřel ve věku 91 let v důsledku cévní mozkové příhody.
V roce 1989 natočil režisér Michael Caton-Jones o případu hraný film Aféra Profumo (Scandal), ve kterém hrál Profuma Ian McKellen.